# Jüdische Friedhöfe Lwiw
Die Jüdischen Friedhöfe Lwiw sind unterschiedlich alte jüdische Friedhöfe in der ukrainischen Großstadt Lwiw:
| Jahr | Ges.-Bev. | Juden  | Anteil |
| ---- | --------- | ------ | ------ |
| 1857 | 55.800    | 22.586 | 40,5 % |
| 1869 | k. A.     | k. A.  | k. A.  |
| 1880 | 110.000   | 30.961 | 28,2 % |
| 1890 | 128.000   | 36.130 | 28,2 % |
| 1900 | 160.500   | 44.258 | 27,6 % |
| 1910 | 206.500   | 57.387 | 27,8 % |

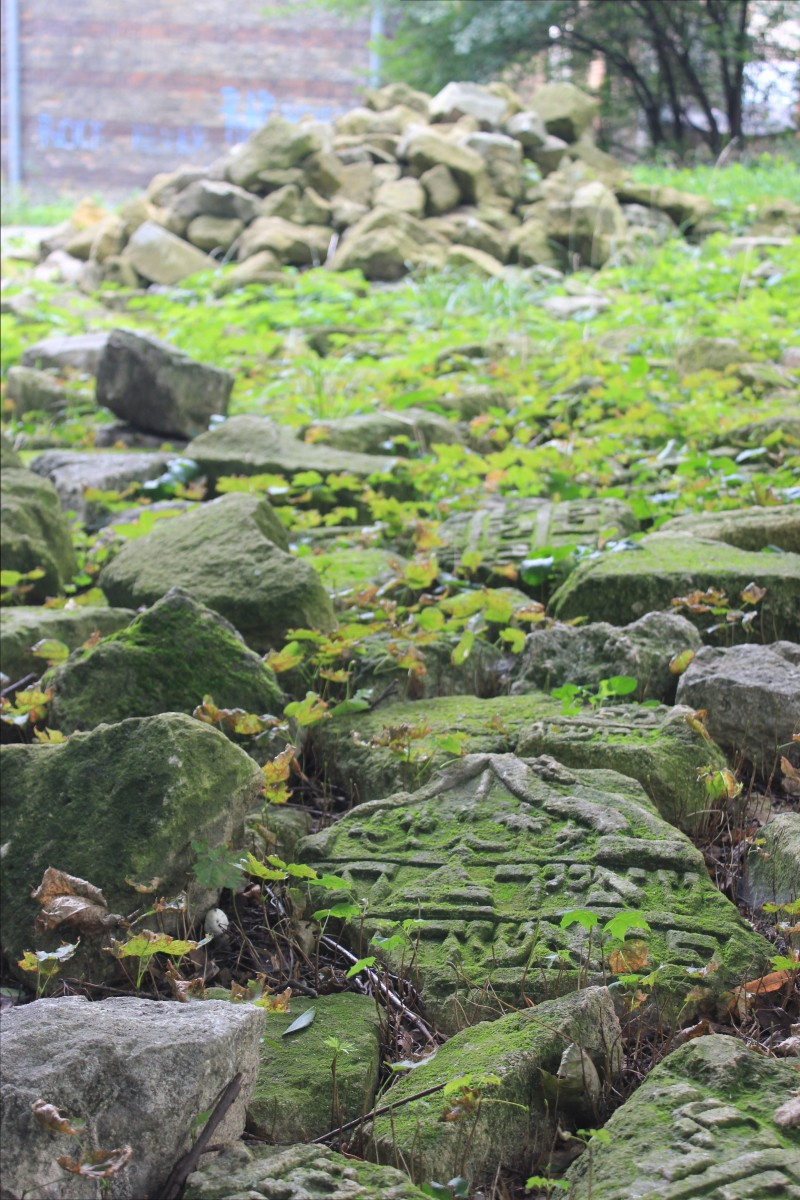
Zerstörte Grabsteine auf dem Gelände des ehemaligen Alten Friedhofs

- Alter Friedhof. Er war einer der ältesten Friedhöfe in Osteuropa. Es gibt unterschiedliche Aussagen über älteste Zeugnisse über den Friedhof. Es werden die Jahreszahlen 1348, 1378, 1414 und 1480 genannt. Die meisten Grabsteine stammen aus dem Jahr 1855. Damals grassierte eine Cholera-Epidemie, so dass der Friedhof schließlich überfüllt war und geschlossen wurde. Im Jahr 1947 wurde er zerstört. Reste zerstörter Grabsteine des Alten Friedhofs befinden sich bis heute auf dem Gelände des ehemaligen Jüdischen Krankenhauses in der Rappoport-Straße.
- Neuer Friedhof. Er wurde 1855 neu angelegt. Im Jahr 1943 wurde er während der deutschen Besatzung zerstört.
- Kleiner Friedhof. Dieser wurde 1872 neu angelegt.

Während der NS-Zeit wurden fast alle jüdischen Stadtbewohner – ca. 130.000 – ermordet.
Derzeit hat die jüdische Gemeinde von Lwiw keinen eigenen Friedhof.